# 三井住友信用卡

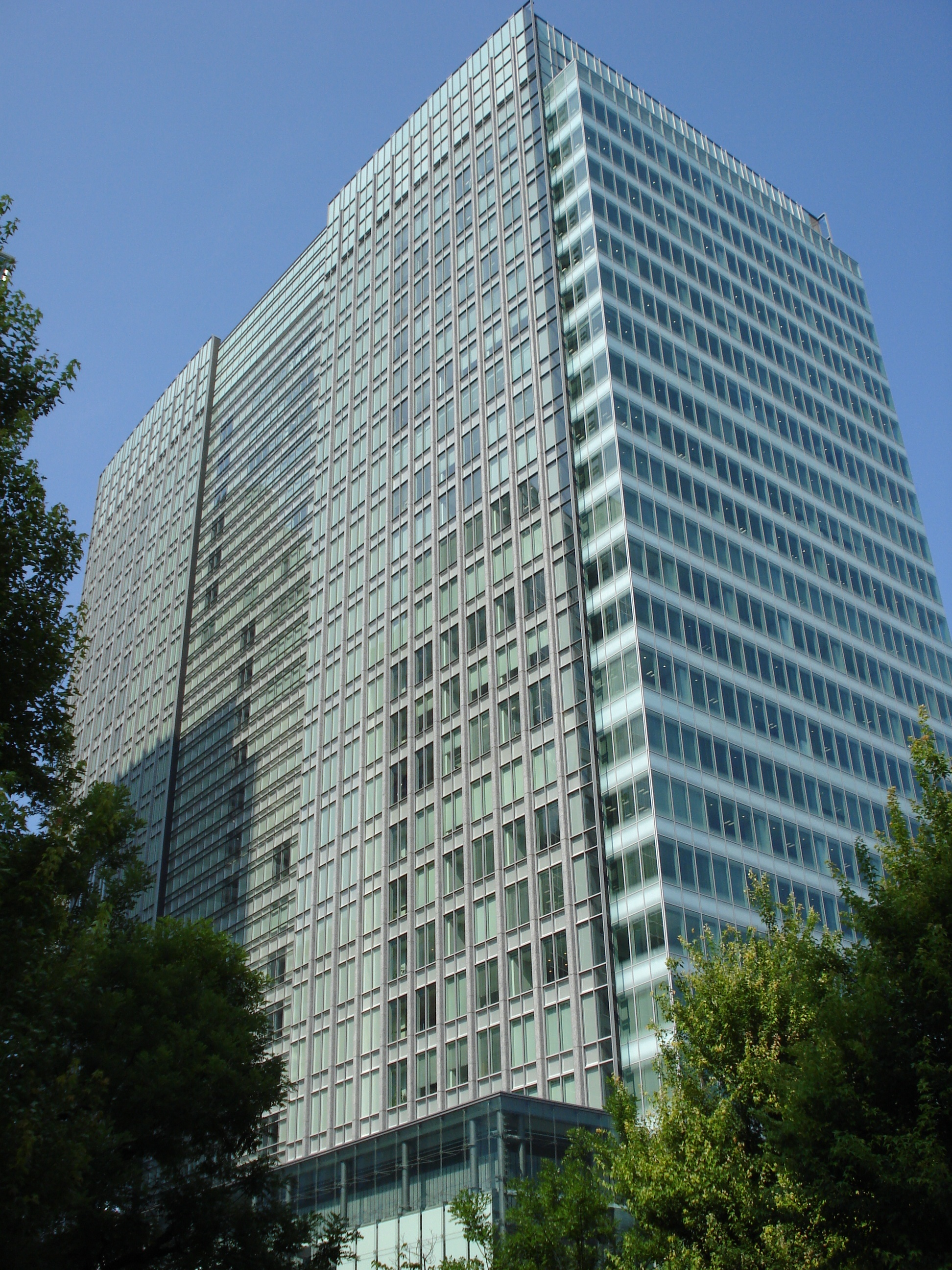
東京本社入住的汐留大廈
（三菱集團開發的物件）

三井住友信用卡株式會社（日语：／，英文：Sumitomo Mitsui Card Company, Limited，縮寫：SMCC）是株式會社三井住友金融集團旗下的信用卡公司。也是住友集團廣報委員會成員。
三井住友信用卡是繼英國巴克萊银行後第二間與Visa（當時為BANK AMERICARD）合作的非美国企業，也是日本第一間發行VISA信用卡的公司。之後接著在1989年推出MasterCard信用卡，2007年（平成19年）推出銀聯信用卡。

## 沿革
- 1967年（昭和42年）12月26日- 成立株式會社住友信用卡服務。
- 1968年（昭和43年）6月 - 開始發行信用卡。
- 1989年（平成元年）4月 - 開始MasterCard合作。
- 2000年 （平成12年）11月10日 - 宣布在2001年4月1日接收櫻花信用卡株式會社的UC信用卡業務[3][4]。
- 2001年（平成13年）4月1日 - 商號變更為三井住友信用卡株式會社。延後櫻花信用卡的UC信用卡業務接收日期[5]。
- 2001年（平成13年）7月1日 - 以公司分割方式接收櫻花信用卡的UC信用卡業務，成立「三井住友信用卡UC」事業。舊櫻花信用卡的用戶將在2003年以前陸續轉發三井住友VISA/Master信用卡[6]。
- 2003年（平成15年）4月1日 - 株式會社三井住友銀行實施吸收分割，株式會社三井住友金融集團成為母公司[7]。
- 2005年（平成17年）7月11日 - 株式會社NTT DoCoMo取得34%的股權[8]。
- 2006年（平成18年）11月6日 - 與Bit Wallet（現樂天Edy）合作推動非接觸式IC卡支付服務。[9]
- 2008年（平成20年）1月 - 發行銀聯信用卡[10]。
- 2008年（平成20年）2月 - 與永旺株式會社電子貨幣事業（WAON）合作。
- 2008年（平成20年）12月1日 - 成為株式會社SMFG Card & Credit（日语：SMFGカード&クレジット） (FGCC)的子公司[11]。
- 2011年（平成23年）9月 - 成為日本職業女子足球聯賽官方贊助商。
- 2012年（平成24年）4月 - 發行「三井住友VISA Debut Plus Card」。
- 2019年（平成31年）4月 - Cedyna成為三井住友信用卡的子公司[12]。
- 2020年（令和2年）2月3日 - 開始發行全新設計的信用卡（不含提攜卡）[13]。1990年開始即設計在信用卡正面的帕德嫩神廟圖案消失[14][15]。
- 2021年（令和3年） 4月1日 - 東京本社遷移至SMBC豐洲大廈[16]。
- 2023年 (令和5年) 7月1日 - 和SMBC Mobit合併。
- 2024年 (令和6年)4月1日  - 和SMBC Finance Service合併。

## 服務
2005年（平成17年），三井住友信用卡與株式會社NTT DoCoMo合作，推出採用該公司iD支付服務的「三井住友iD卡」。另外也推出樂天Edy、WAON等多家電子貨幣以及JCB支付服務QUICPay的信用卡。
除了VISA、MasterCard、銀聯、iD，三井住友信用卡也與株式會社Surutto KANSAI的PiTaPa、日本簽帳金融卡促進協議會的J-Debit合作推出產品。
本公司還受託負責NTT docomo發行的d Card（原DCMX Card、VISA/Master）、株式會社郵貯銀行發行的JP BANK VISA/Master Card的信用管理（審査）等基本業務。
2012年（平成24年）9月，三井住友信用卡投資Transaction Media Networks，推動精簡客戶端終端機器的普及化。終端機器將對應NFC全規格。

## 信用卡

### 自有卡
三井住友信用卡依信用卡組織可分為三井住友VISA卡、三井住友MasterCard及三井住友銀聯卡3類。

#### 三井住友VISA卡
三井住友VISA卡是本公司主力商品，聯名卡也大多是Visa卡。Visa卡產品線如下。
- 三井住友VISA Debut Plus Card
- 三井住友VISA Debut Plus Card（學生） - 學生專用
- 三井住友VISA Classic Card
- 三井住友VISA Classic Card（學生） - 學生專用
- 三井住友VISA Classic Card A
- 三井住友VISA Classic Card A（學生） - 學生專用
- 三井住友VISA Amitie Card
- 三井住友VISA Amitie Card （學生） - 學生專用
- 三井住友VISA Executive Card
- 三井住友VISA Prime Gold Card
- 三井住友VISA Gold Card（金卡）
- 三井住友VISA Platinum Card（白金卡）[18]

「三井住友VISA Amitie Card」是女性專用信用卡，相等於「三井住友VISA Classic Card A」。

#### 三井住友MasterCard
三井住友MasterCard比起三井住友VISA卡在宣傳上較不積極，甚至有部分聯名卡將MasterCard卡別讓其他公司發行。
產品線同三井住友VISA卡。

#### 三井住友銀聯卡
三井住友銀聯卡是日本最早推出的銀聯信用卡
產品線有三井住友銀聯卡與三井住友銀聯白金卡。
三井住友銀聯銀聯卡不須年費，但在入會時與每5年更新時須付費手續費。三井住友銀聯白金卡無須年費與卡片發行費。

### 聯名卡
目前共有195張聯名卡。（2018年2月）

### 信用卡服務
可使用VJA集團的共通服務如vpass、VJ Desk、GlobePass、機場貴賓室服務、World Present、情報誌等。

## SMCC貸款卡
2006年（平成18年）新推出的貸款卡（ローンカード）產品線。
只要持續在約定日還款（請求日直接帳戶扣款），貸款利率將會隨時間逐漸降低。

### Every
『Every 』（エブリ）是搭配「循環付款My Pace Revolving」（マイ・ペイすリボ）的信用卡，為貸款卡中的入門級商品。可在VISA及iD加盟店消費。只要持續在約定日還款，貸款利率將會隨時間逐漸降低，最低可至5%。

### Gold Loan
以20歳以上、未滿55歳的収入穩定民眾（學生除外）為對象的貸款卡。與『Every 』不同的是本卡不具有卡片消費功能。另有使用轉帳借款、降低盜領風險的＜轉帳型＞「Gold Loan Cardless」服務。
貸款額度最高可至700萬日圓，依據其額度有9.8%、7.8%、4.5%、3.5%等不同的年利率。只要持續在約定日還款，貸款利率將會隨時間逐漸降低，最低可至1.2%。

## 非接觸支付

### 三井住友iD卡

#### 三井住友iD卡（手機型）
使用行動電話（手機錢包）進行支付的服務，但僅可搭配NTT docomo的手機錢包功能。除了三井住友銀聯卡會員，三井住友VISA卡及三井住友MasterCard（部分除外）會員都可使用此服務。另外，SMCC貸款卡「Every」會員也可使用。部分聯名卡與法人卡無法使用。
此手機支付服務可用在FamilyMart、Lawson、7-Eleven等超商小額消費，而在計程車或家庭餐廳等場合也較Suica或Edy普遍。

#### 三井住友iD卡（專用卡）
使用搭載iD機能的Felica卡片進行支付的服務。除了三井住友銀聯卡會員，三井住友VISA卡及三井住友MasterCard（部分除外）會員都可使用此服務。另外，SMCC貸款卡「Every」會員也可使。部分聯名卡與法人卡無法使用。

#### 三井住友iD卡（一體型）
使用搭載iD機能的Felica一體型信用卡（三井住友VISA卡或三井住友MasterCard）進行支付的服務。貸款卡「Every」也有推出iD一體型。部分聯名卡（Tuo Card VISA、TD Card等）也有iD一體型。
現在自有卡基本上都有導入iD，因此都是iD一體型信用卡。若是不需要iD功能，會員須向三井住友信用卡申請發行無Felica的卡片。

### 樂天Edy
聯名卡ANA信用卡、郵貯銀行委託SMCC發行的JP BANK CARD（VISA/Master）因應廠商要求搭載樂天Edy。

### 三井住友WAON卡
2008年（平成20年）與永旺零售株式會社合作推出具有搭載電子貨幣WAON並可自動加值的信用卡。
卡類僅限於自有卡。VJA集團與郵貯銀行（JP BANK VISA/Master Card）也有發行。

### 交通票證卡
三井住友VISA卡及三井住友MasterCard（部分除外）會員可追加PiTaPa票證功能（三井住友銀聯卡會員無法申請）。
聯名卡則有搭載東日本旅客鐵道株式會社的Suica、株式會社PASMO的PASMO（可自動加值）、株式會社Surutto KANSAI的PiTaPa或株式會社nimoca的nimoca（可自動加值）等交通票證的選擇。目前已推出可搭載交通票證的信用卡如下。
| 卡片名稱                        | 合作對象                     | 交通票證 | 連結                   |
| ------------------------------- | ---------------------------- | -------- | ---------------------- |
| ANA VISA Suica Card             | 全日本空輸與東日本旅客鐵道   | Suica    | （页面存档备份，存于） |
| SMBC CARD Suica                 | 三井住友銀行與東日本旅客鐵道 | Suica    | （页面存档备份，存于） |
| Pastown PASMO CARD              | PASMO                        | PASMO    | （页面存档备份，存于） |
| Pastown CARD                    | PASMO                        | PASMO    | （页面存档备份，存于） |
| 相鐵信用卡                      | 相模鐵道                     | PASMO    | （页面存档备份，存于） |
| 京王 PASSPORT VISA Card         | 京王PASSPORT CLUB            | PASMO    | （页面存档备份，存于） |
| 京王廣場Executive Card          | 京王廣場大飯店               | PASMO    | （页面存档备份，存于） |
| STACIA PiTaPa VISA Card         | STACIA CARD                  | PiTaPa   | （页面存档备份，存于） |
| STACIA PiTaPa VISA Card S       | STACIA CARD與STATION FINANCE | PiTaPa   | [ 永久 ]               |
| Persona STACIA PiTaPa VISA Card | Persona與STACIA CARD         | PiTaPa   |                        |
| OSAKA PiTaPa                    | 大阪地下鐵服務               | PiTaPa   | （页面存档备份，存于） |
| 京都 PLUS OSAKA PiTaPa          | 大阪地下鐵服務               | PiTaPa   | （页面存档备份，存于） |
| KOBE PiTaPa                     | KOBE信用卡協議會             | PiTaPa   | （页面存档备份，存于） |
| KANKU CLUB Card                 | 關西國際機場                 | PiTaPa   |                        |
| minapita card                   | 南海電氣鐵道                 | PiTaPa   | （页面存档备份，存于） |
| KIPS-三井住友信用卡             | 近畿日本鐵道                 | PiTaPa   | （页面存档备份，存于） |
| ANA Card                        | 全日本空輸                   | PiTaPa   | （页面存档备份，存于） |
| Hapi eVISA Card                 | 關西電力                     | PiTaPa   | （页面存档备份，存于） |
| nimoca三井住友VISA Card         | nimoca                       | nimoca   | （页面存档备份，存于） |

※ ANA VISA Suica Card也可申請PiTaPa

## 禮品卡
禮品卡分為可在日本全國50萬間以上商店消費的共通商品券「三井住友信用卡VJA禮品卡」，與旅行社合作的「VJA旅遊禮品卡」，可在橫濱中華街消費的「橫濱中華街專用禮品卡」3種（页面存档备份，存于）。
- 三井住友信用卡VJA禮品卡
可在日本全國50萬間以上商店消費。分為1,000日圓券與5,000日圓券，可自由搭配。除了透過網路與電話購買，也可在店面購買（页面存档备份，存于）。
- VJA旅遊禮品卡
與旅行社合作的旅行專用商品券。分為5,000日圓券與10,000日圓券，可自由搭配。可透過網路與電話購買。（页面存档备份，存于）
- 橫濱中華街專用禮品卡
可在橫濱中華街知名餐廳消費的專用商品券。面額僅有1,000日圓，可透過網路與電話購買。（页面存档备份，存于）

## 廣告贊助節目
現在
- 《大金蘭花女子高爾夫巡迴賽（日语：ダイキンオーキッドレディスゴルフトーナメント）》：每年3月中旬（TBS系列）
- 《全日空高爾夫公開賽（日语：ANAオープンゴルフトーナメント）》：每年9月中旬（札幌電視台製作，日本電視台系列）
- 《東京箱根間往復大學驛傳競走（日语：新春スポーツスペシャル箱根駅伝）》：每年1月2日、3日（日本電視台系列）
- 《和風總本家（日语：和風総本家）》（大阪電視台製作，東京電視台系列）
- 《爆笑監視中》（TBS系列。2014年4月起）

另外還是《三井住友VISA太平洋大師賽》（TBS系列）的大會主辦者。
過去
- 《世界とんでも!?ヒストリー》（朝日電視台系列。1993年10月 - 1994年3月）
- 《火焰挑戰者》（朝日電視台系列。1995年10月 - 2000年3月）
- 《嵐的大秘密》（TBS系列）
- 《火曜曲！》（TBS系列）
- 《登禄普鳳凰高爾夫錦標賽（日语：ダンロップフェニックストーナメント）》（每日放送、宮崎放送共同製作，TBS系列。1999年 - 2006年）
- 《全日本大學女子驛傳》（朝日放送製作，朝日電視台系列。1997年）
- 《週末のシンデレラ 世界!弾丸トラベラー》（日本電視台系列。2007年10月 - 2012年9月）
- 《JNNニュースデスク'89》（TBS系列。1989年4月 - 9月）
- 《スペースJ》（TBS系列）
- 《MUSIC STATION》（朝日電視台系列）等等

## 廣告演員

### 現在
- 吹石一惠(2015-)[19]
- 齋藤工(2015-)

### 過去
- 中山亞微梨（日语：中山エミリ）（1996年 - 2015）：My Pace Revolving（ マイ・ペイすリボ）編
- 滿島光（2010年）：Prime Gold Card（ プライムゴールドカード）編
- 比嘉愛未（2010年）：Gold Card（ ゴールドカード）編
- 吉瀨美智子（2010年）：Platinum Card（ プラチナカード）編
- 泉里香（2010年）：Gold Loan（ ゴールドローン）編
- 川口春奈（2012年 - ）：三井住友Premium Gift Card（三井住友プレミアムギフトカード） [20]"[21]"

## 加盟的信用資訊組織
- 株式會社CIC
- 株式會社日本信用情報機構（日语：日本信用情報機構）(JICC)

## 相關企業
- 株式會社SC Card Business
- 株式會社SC Data Service
- 日本Card System株式會社

## 外部連結
- 三井住友信用卡（页面存档备份，存于）